# Machimus cheriani
Machimus cheriani är en tvåvingeart som beskrevs av Joseph och Parui 1986. Machimus cheriani ingår i släktet Machimus och familjen rovflugor.
Artens utbredningsområde är Manipur (Indien). Inga underarter finns listade i Catalogue of Life.